# Giani Stuparich

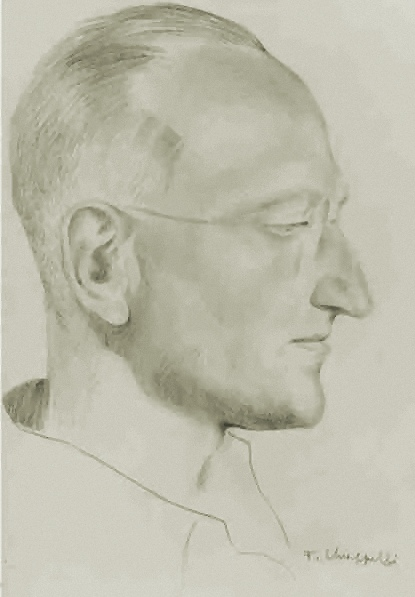
Acquaforte. Ritratto di Giani Stuparich eseguito dall'amico Francesco Chiappelli, 1936 circa.

Giovanni Domenico Stuparich, detto Giani (Trieste, 4 aprile 1891 – Roma, 7 aprile 1961), è stato uno scrittore e militare italiano, decorato della medaglia d'oro al valor militare durante la prima guerra mondiale.

## Biografia

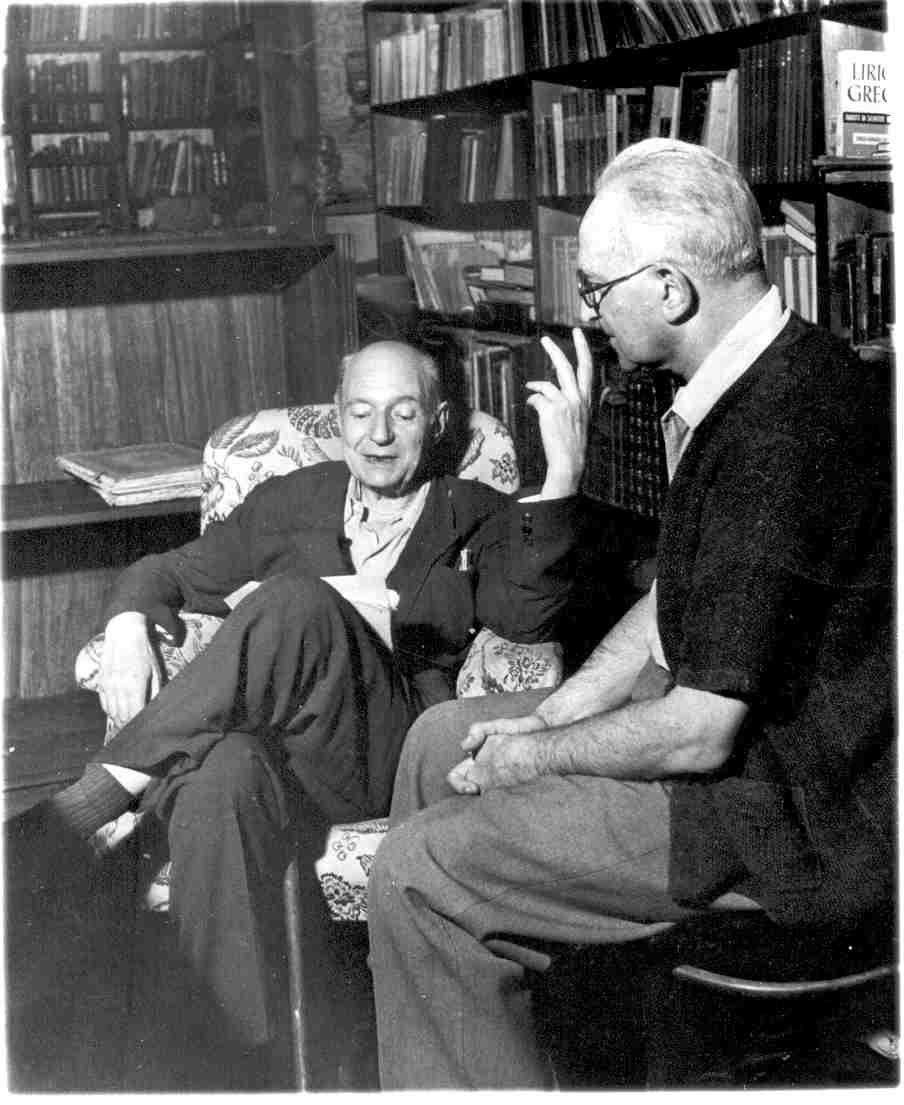
Giani Stuparich e Umberto Saba. Anni Cinquanta, Libreria Antiquaria Saba, Via S. Nicolò, Trieste.

Riflettendo sulla propria esistenza, è proprio Giani Stuparich a tracciare una linea di rottura tra gli anni tranquilli che precedettero lo scoppio del conflitto e quelli che invece seguirono il 1918, separando idealmente la storia della sua esistenza in due versanti e distribuendo in due diversi libri la storia della propria vita: Ricordi istriani (1961) comprende il periodo che va dall’infanzia al 1914, mentre Trieste nei miei ricordi (1948) si spinge fino al 1947.

### Gli anni giovanili: «Ricordi istriani»
Giani Stuparich nasce a Trieste, all'epoca ancora parte dell'Impero austro-ungarico, il 4 aprile 1891 da padre lussignano, Marco Stuparich, e da madre triestina di religione ebraica, Gisella Gentilli. Fin dall'infanzia, Giani e Carlo Stuparich vengono educati dal padre all'italianità, e questo sentimento patriottico viene poi ulteriormente rafforzato durante l’esperienza scolastica presso il ginnasio comunale di Trieste (il ginnasio-liceo “Dante Alighieri”, di cui lo stesso Giani sarà docente di lettere dal 1919 al 1942), dove vengono consacrati alla lingua di Dante, Petrarca e Carducci.
Terminato il liceo, Giani Stuparich compie un viaggio nel cuore dell’Europa, durante il quale si gode arte e cultura in piena libertà, iniziando così a maturare un ideale di unità sovranazionale. Questa sua visione “europeista” trova conferme e ulteriori spunti di riflessione durante gli studi presso l'Università di Praga. Il secondo anno di studi lo trascorre in Italia, grazie a una borsa di studio concessa ai giuliani frequentanti un ateneo imperial-regio: qui frequenta l'Università di Firenze, dove si laurea nell'aprile 1915 in letteratura italiana con una tesi su Niccolò Machiavelli. Qui Stuparich inizia a gravitare nell’orbita del periodico La Voce, dove incontra Scipio Slataper, con il quale instaura un solido legame di amicizia e di rispetto reciproco e che gli farà conoscere la futura moglie Elody Oblath (una delle tre amiche di Scipio).

### La frattura della Grande Guerra e l'esperienza al fronte
Europeista convinto, il giovane Stuparich allo scoppio della prima guerra mondiale mise da parte gli ideali di unione e dialogo tra nazioni, e,  consapevole di come il conflitto sia un male necessario per porre un freno al potere dell'Impero austro-ungarico, nel 1915 egli si arruola come volontario nel 1º Reggimento dei Granatieri di Sardegna. Con lui Carlo, il fratello minore, e Scipio Slataper.
Dopo due mesi di combattimenti, i due fratelli vengono richiamati nelle retrovie, uno a Vicenza e l'altro a Verona, dove trascorrono un breve periodo per frequentare uno degli improvvisati corsi per ufficiali. Questa breve parentesi di calma si chiude qualche mese dopo, nella primavera del 1916, quando ritornano in prima linea come sottotenenti sul fronte del Trentino per combattere nella difesa eroica contro gli austriaci della Strafexpedition.
L'esperienza bellica, che lo vede impegnato con il grado di Sottotenente, priverà Giani sia del caro amico, caduto il 3 dicembre 1915 sul Monte Podgora, sia dell'amato fratello: il 30 maggio 1916, Carlo Stuparich, rimasto isolato con il suo reparto sul Monte Cengio e circondato dagli austriaci, si suicida pur di non cadere nelle mani del nemico, ottenendo per questo una medaglia d'oro al valor militare. Giani Stuparich viene invece catturato e fatto prigioniero il giorno dopo, ormai esausto e ferito, e costretto a due anni di prigionia in un lager ungherese a Sigmundsherberg – dal giugno 1916 all'ottobre 1918 – nascosto sotto il falso nome di Giovanni Sartori. Si conclude così l'esperienza di guerra di Giani, insignito con decreto dell'11 maggio 1922 della medaglia d'oro al valor militare per le azioni di Monfalcone, Oslavia e Monte Cengio.

### Il ritorno e gli anni del Fascismo: «Trieste nei miei ricordi»
Terminato il conflitto, nel 1918 Stuparich torna a Trieste e sposa con rito civile Elody Oblath. Dal matrimonio nascono tre figli: Giovanna (nata nel 1919), Giordana (nel 1921) e Giancarlo (nel 1923). Inizialmente impegnato nel mondo del giornalismo come collaboratore per Il Lavoratore e per L'Azione, Stuparich lascia ben presto la realtà delle pubblicazioni periodiche per dedicarsi all'insegnamento: nel settembre del 1921 inizia la sua carriera da insegnante, entrando come docente di italiano in quello stesso Ginnasio-Liceo (ora “Dante Alighieri”) di cui era stato studente. Conserverà la cattedra fino al 1942, con all'attivo ventitré anni di insegnamento vissuti come un dovere morale nei confronti di se stesso e dei suoi studenti, con lo scopo di trasmettere loro umanità, umiltà, dirittura morale e rispetto.
I primi anni dopo il ritorno dal fronte vedono la necessità, da parte dello scrittore, di chiudere i conti con il suo doloroso passato e di placare così il suo senso di colpa per la morte del fratello: ecco quindi che le prime opere sono dedicate proprio a loro, con la pubblicazione degli Scritti letterari e critici di Slataper e di Cose e ombre di uno di Carlo prima, e con la stesura della monografia Scipio Slataper (uscita nel 1922 sui «Quaderni della Voce») e dei tanto sofferti Colloqui con mio fratello (pubblicati nel 1925) poi. Del 1929 sono invece, per le stampe dei Fratelli Buratti, i Racconti, pubblicazione resa possibile anche grazie all’intermediazione dell’amico Montale, che ne farà una recensione sulla rivista Solaria.
Durante gli anni del Fascismo, il triestino ripiega su se stesso chiudendosi nel proprio isolamento, incapace di accettare l’ideologia propugnata dal partito e quell’inconcepibile fanatismo della guerra che Mussolini andava professando, contagiando soprattutto i giovani e quella generazione che non era partita per il fronte. Le opere che escono in questi anni sono attraversate da un chiaro antifascismo. In contrapposizione alla violenza bellica esaltata dal Fascismo come atto eroico, Stuparich si trova a ripercorrere quei dolorosi anni in trincea, raccontandone la tragica verità. Attingendo all’esperienza di vent’anni prima, l’autore cerca di mostrare ai giovani infervorati dal desiderio di sangue e di potenza cosa effettivamente il conflitto abbia significato per coloro che lo avevano vissuto sulla propria pelle. Come un monito, la Grande Guerra torna quindi sulle pagine di Guerra del ’15 e, qualche anno più tardi, di Ritorneranno.
La pubblicazione nel 1938 delle leggi razziali rende il clima insopportabile per l’autore, figlio e marito di ebree, il quale lascia l’insegnamento nell'autunno del 1942, venendo affidato alla Soprintendenza ai Monumenti e alle Gallerie di Trieste. La situazione peggiora drasticamente l'8 settembre 1943, con il proclama di armistizio letto in radio da Pietro Badoglio e con la conseguente occupazione della città di Trieste da parte delle truppe tedesche. In questo clima di tensione e di paura, la notte del 25 agosto 1944 il letterato viene svegliato da un capitano delle S.S. che lo conduce, insieme alla moglie Elody e alla madre Gisella (l’adorata sorella Bianca era morta a novembre dell’anno precedente), alla Risiera di San Sabba, adibita dai nazisti a campo di deportazione e di sterminio; sarà l’intervento del vescovo di Trieste, Antonio Santin, e del prefetto di Trieste, Bruno Coceani, a porre fine a quei sofferti sette giorni di prigionia.
A seguito della resa incondizionata della Germania nazista, l'Europa e l'Italia sono libere, mentre Trieste passa prima sotto il controllo dei soldati dell’esercito di Tito e, successivamente, conosce una divisione del suo territorio in due aree: la zona A, sotto il controllo anglo-americano, e la zona B, sotto quello jugoslavo. Bisognerà attendere altri nove anni per vedere finalmente Trieste tornare a far parte dell’Italia, con il Memorandum d’intesa di Londra del 5 ottobre 1954. Di Trieste, quella città che negli anni precedenti era stata centro irradiatore della cultura mitteleuropea e che aveva conosciuto così un momento di grande fioritura, non rimane che una periferica realtà di confine.
Gli ultimi anni del letterato si consumano in una sofferta attesa della morte, che sopraggiunge nelle prime ore del pomeriggio del 7 aprile 1961, a seguito di complicanze cardiache post-intervento all’addome. Giani Stuparich si spegne così a settant'anni appena compiuti, giusto in tempo per vedere pubblicato Il ritorno del padre, opera antologica che raccoglie alcuni dei testi più belli dell’autore, regalo per il suo settantesimo compleanno da parte di Pier Antonio Quarantotti Gambini e altri amici.
Riposa assieme al fratello Carlo nel cimitero monumentale di Sant'Anna a Trieste.

## Opere
I primi articoli pubblicati con la firma di Stuparich vedono la nascita negli anni di studio presso l'Università di Praga e sono legati alla sua volontà di studiare la situazione politica e sociale delle nazioni facenti parte dell’Impero austro-ungarico, iniziando dall’osservazione della popolazione ceca a lui così vicina. Il prodotto di quest’analisi è una serie di articoli e saggi spediti a «La Voce», pubblicati sulla rivista con i titoli I tedeschi dell’Austria («La Voce», n. 2, 9 gennaio 1913), Gli Czechi (n. 16, 17 aprile 1913) e La Boemia czeca (n. 26, 26 giugno 1913 e n. 27, 3 luglio 1913) e contenuti nel volume La Nazione Czeca, uscito nel 1915 per la casa editrice Francesco Battiato.
Il periodo in seguito alla conclusione del primo conflitto mondiale conosce invece la pubblicazione della monografia Scipio Slataper (uscita nel 1922 sui «Quaderni della Voce»), opera che può essere vista come una sorta di racconto autobiografico narrato in terza persona, e dei tanto sofferti Colloqui con mio fratello (editi da Treves nel 1925). Definiti da Svevo «un libro che pare un tempio», i Colloqui cercano di trovare una soluzione definitiva alla sua condizione di reduce e di elaborare il dolore e il lutto lasciati dalla guerra.
Del 1929 sono invece, per le stampe dei Fratelli Buratti, i Racconti. Tra questi è da ricordare  Un anno di scuola, racconto autobiografico: protagonista del racconto è Edda Marty, personaggio femminile complesso, unica donna in una scolaresca di uomini, ambientato nel 1909, quando a Trieste, la scuola pubblica fu aperta anche alle ragazze.  Del 1931 è Guerra del '15, edito da Treves e pubblicato verso la fine dell'anno con la dedica «A mia sorella» (ma l'opera era già uscita a puntate sulla «Nuova Antologia» a partire dal 16 luglio 1930, con il sottotitolo Dal taccuino di uno volontario). Nel 1933 scrive La Grotta (racconto lungo) pubblicato prima nella rivista Occidente (luglio-settembre 1933), ripubblicato nel 1935 in Nuovi Racconti (Treves, Milano) con il quale vince il primo premio per l'Epica alle Olimpiadi di Londra del 1948.Tra il 1935 e il 1936 escono invece Sentire, Ragionare e Amare, mentre nel 1941, questa volta per le stampe di Garzanti, il romanzo Ritorneranno, accolto con numerose critiche e attacchi da parte della rivista fascista «La Porta Orientale». L'anno successivo è invece il turno de L'Isola, edito da Einaudi e considerato da molti critici, tra cui Enrico Falqui, il suo capolavoro.
Seguono le pubblicazioni di racconti brevi e lunghi: Pietà del Sole (Sansoni, Firenze 1942), Stagioni alla fontana (Garzanti, Milano, 1942), Notte sul porto (Tumminelli, 1942), Giochi di Fisionomia (Garzanti, Milano, 1942), L'altra Riva (Garzanti, Milano, 1944) e Ginestre (Garzanti, Milano, 1946).

Nel 1948 pubblica Trieste nei miei ricordi (Garzanti) e nel 1953 il secondo romanzo, Simone. Nel 1955, la casa editrice triestina Lo Zibaldone pubblica le Poesie 1944-47, i Ricordi Istriani (1961), opera poi ampliata e ripubblicata postuma nel 1964, con una bibliografia critica a cura di Anita Pittoni. Nel 1961, pochi giorni prima della morte dello scrittore, esce presso Einaudi Il ritorno del padre, l'opera antologica comprendente i vari racconti di Stuparich curata da Pier Antonio Quarantotti Gambini.

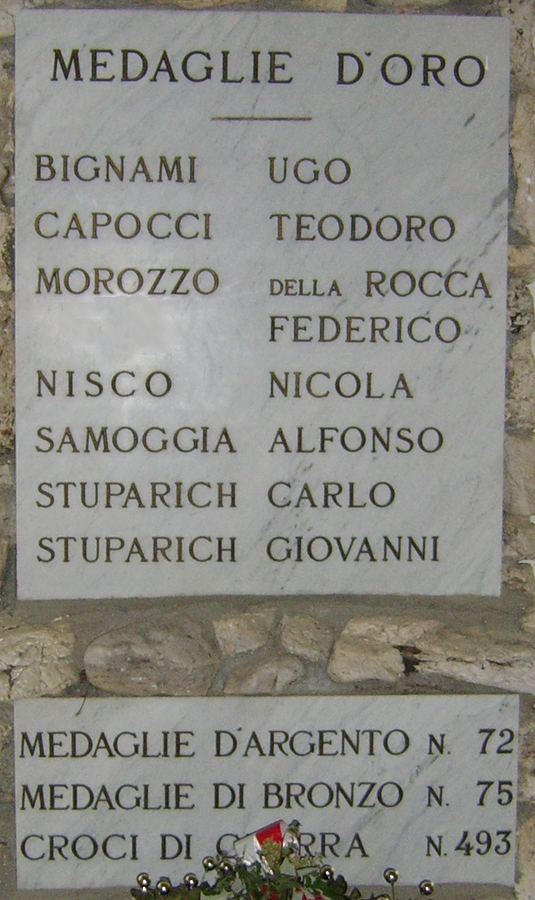
Lapide indicante le onorificenze concesse ai soldati che combatterono sul Monte Cengio.

### Pubblicazioni postume
Machiavelli in Germania" (La sua tesi di Laurea) Editori Riuniti Roma 1985
L'opera di Pasquale Besenghi degli Ughi  a cura di Waltrud Ficher, EUT Edizioni Università di Trieste, Trieste 2016
 Diario 1913 - 1915  a cura di Anna Storti, Archivio Stuparich 2, EUT Edizioni Università di Trieste, Trieste 2022

### Adattamenti teatrali
Liberamente tratto dagli scritti di Scipio Slataper, Elody Oblath, Giani Stuparich e Bertha von Suttner è Anime inquiete a Trieste, spettacolo teatrale di Sabrina Morena tenutosi a Trieste, presso il Caffè San Marco, il 17 dicembre 2014.
Nel 2022  è stata fatta una elaborazione drammaturgica di Alessandro Marinuzzi e Davide Rossi dal titolo Quell'Anno di scuola dal racconto  Un anno di scuola con gli attori della Compagnia Giovani del Teatro Stabile del Veneto rappresentato a Padova e a Trieste (novembre dicembre 2022).
(Il racconto è uscito la prima volta ne I Racconti ripubblicato più volte da Einaudi e ultimamente da Quodlibet)

### Riduzioni cinematografiche
Il regista Franco Giraldi ricavò un film TV per la Rai da Un anno di scuola. La produzione del 1977 ebbe molto successo. 
Nel 1979, il regista Pino Passalacqua, sempre per la Rai, fece un adattamento cinematografico de L'isola.

### Trasmissioni radiofoniche
L'opera Piccolo Cabotaggio (Eri, Torino, 1955), raccoglie le conversazioni radiofoniche tenute da Stuparich per Radio Trieste.
Il 4 novembre 1948, per la prima trasmissione de Gli scrittori al microfono di Rai Radio, dal titolo Donne e scrittori, Stuparich è chiamato insieme agli altri autori a tratteggiare le donne della sua città e della regione in cui è nato o che meglio conosce, scegliendo quindi le triestine. (Cronologia della radio e della televisione. 1: 1945-1975).
Nel 2011, per il Terzo Programma Radiofonico della Rai Radio della Regione Friuli Venezia Giulia, Giusy Criscione racconta, con la regia di Daniela Picoi nel programma Le stagioni di una vita, I luoghi di Stuparich di Giusy Criscione, in otto puntate: La casa e il giardino; L'Istria e la Dalmazia: l'infanzia e la giovinezza; Praga - Firenze: le due città della formazione di Stuparich; La Grande Guerra di un volontario triestino; Il Carso in pace e in guerra: dell'amicizia; La Risiera di San Sabba: Stuparich politico; La montagna, le Dolomiti: luoghi di scrittura - Giani Stuparich professore; La città di Trieste: ricordi, emozioni. Lo stesso anno, la nipote era intervenuta con una relazione dal medesimo titolo  I luoghi di Stuparich in occasione del convegno internazionale, tenutosi a Trieste nei giorni 21-22 ottobre 2011, dal titolo Giani Stuparich tra ritorno e ricordo (Atti del convegno, a cura di Giorgio Baroni e Cristina Benussi, biblioteca della "Rivista di Letteratura Italiana, 21, Pisa-Roma, pp.111-117.

## Eredità

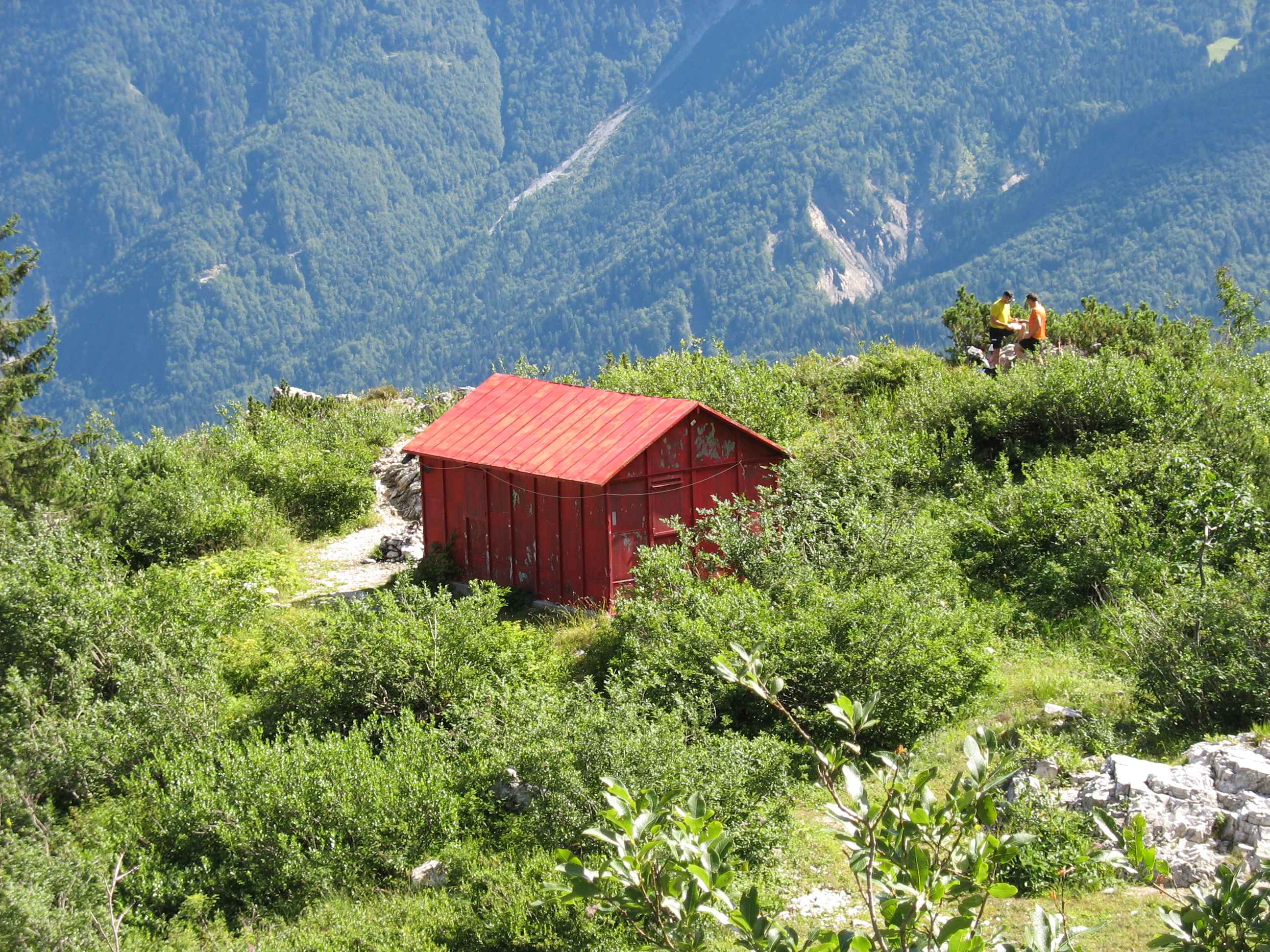
Il Bivacco Carlo e Giani Stuparich.

Nel 1925 venne costruito un bivacco alpino intitolato ai fratelli Stuparich. Il Bivacco Carlo e Giani Stuparich, ristrutturato nel 1975, è tuttora gestito dalla Società Alpina delle Giulie, una sezione di Trieste del Club Alpino Italiano. Si trova a 1.587 metri di quota in prossimità del Jôf di Montasio.